# Henrik Vasbányai
Henrik Vasbányai (Budapest, 16 de julio de 1991) es un deportista húngaro que compite en piragüismo en la modalidad de aguas tranquilas.
Ganó 5 medallas en el Campeonato Mundial de Piragüismo entre los años 2011 y 2015 y 4 medallas en el Campeonato Europeo de Piragüismo entre los años 2012 y 2016.

## Palmarés internacional
| Campeonato Mundial | Campeonato Mundial          | Campeonato Mundial | Campeonato Mundial |
| Año                | Lugar                       | Medalla            | Competición        |
| ------------------ | --------------------------- | ------------------ | ------------------ |
| 2011               | Szeged (Hungría)            | Medalla de bronce  | C4 1000 m          |
| 2013               | Duisburgo (Alemania)        | Medalla de oro     | C2 1000 m          |
| 2013               | Duisburgo (Alemania)        | Medalla de plata   | C2 500 m           |
| 2014               | Moscú (Rusia)               | Medalla de plata   | C2 1000 m          |
| 2015               | Milán (Italia)              | Medalla de plata   | C2 1000 m          |
| Campeonato Europeo |                             |                    |                    |
| Año                | Lugar                       | Medalla            | Competición        |
| 2012               | Zagreb (Croacia)            | Medalla de bronce  | C4 1000 m          |
| 2013               | Montemor-o-Velho (Portugal) | Medalla de plata   | C2 1000 m          |
| 2014               | Brandeburgo (Alemania)      | Medalla de oro     | C2 1000 m          |
| 2016               | Moscú (Rusia)               | Medalla de bronce  | C2 1000 m          |